# Kyle Ebecilio
Kyle Ebecilio (Rotterdam, 17 februari 1994) is een Nederlands-Surinaams voetballer die doorgaans als middenvelder speelt.

## Clubcarrière
Na een half jaar in de F-jeugd bij Excelsior gespeeld te hebben, werd Ebecilio opgenomen in de jeugdopleiding van Feyenoord. Die verruilde hij in 2010 op zestienjarige leeftijd weer voor die van Arsenal. Ebecilio kwam bij de Engelse club niet verder dan het tweede elftal en stapte in juli 2013 transfervrij over naar FC Twente. Hiervoor debuteerde hij op 3 augustus 2013 onder trainer Alfred Schreuder in het betaald voetbal, tijdens een wedstrijd in de Eredivisie thuis tegen RKC Waalwijk. Ebecilio had direct vanaf de start van het seizoen een basisplaats bij Twente en speelde dat jaar alle wedstrijden. Het seizoen erop werd dat minder en kwam hij in de wedstrijden die hij speelde ook regelmatig in het veld als wisselspeler. Twente verhuurde Ebecilio in augustus 2015 voor een jaar aan Nottingham Forest, op dat moment actief in de Championship. Dat bedong daarbij tevens een optie tot koop. Daar kwam hij weinig aan spelen toe en de club wilde van hem af. Twente wilde Ebicilio niet terugnemen, waarna ADO Den Haag eind januari 2016 het huurcontract tot medio 2016 overnam. Nadat hij terugkeerde bij Twente, werd hij een half jaar opgenomen in de selectie van Jong FC Twente. Ebecilio en de club ontbonden in maart 2017 zijn contract.
In de zomer van 2016 werd hij getroffen door het syndroom van Guillain-Barré. Een jaar later kreeg hij opnieuw last van een zenuwaandoening. Vanaf november 2017 ging Ebecilio bij N.E.C. revalideren waar hij in januari 2018 aansloot bij de trainingen van Jong N.E.C. en op amateurbasis het seizoen afmaakt. Medio 2018 verliet hij N.E.C. en ging in de herfst van 2018 bij het beloftenteam van ADO Den Haag trainen. In december 2018 speelde hij mee in een oefenwedstrijd van de beloften en begin 2019 verbond hij zich op amateurbasis aan de club. Hij verruilde ADO Den Haag in juli 2019 transfervrij voor Excelsior. Nadat hij een half jaar zonder club zat, sloot Ebecilio in januari 2021 aan bij Alki Oroklini dat op het tweede niveau op Cyprus speelt.

## Clubstatistieken
| Seizoen        | Club                | Competitie     | Competitie | Competitie | Beker | Beker | Internationaal | Internationaal | Totaal | Totaal |
| Seizoen        | Club                | Competitie     | Wed.       | Dlp.       | Wed.  | Dlp.  | Wed.           | Dlp.           | Wed.   | Dlp.   |
| -------------- | ------------------- | -------------- | ---------- | ---------- | ----- | ----- | -------------- | -------------- | ------ | ------ |
| 2013/14        | FC Twente           | Eredivisie     | 34         | 7          | 1     | 0     | –              | –              | 35     | 7      |
| 2014/15        | FC Twente           | Eredivisie     | 26         | 3          | 3     | 0     | 2              | 0              | 31     | 3      |
| 2015/16        | → Nottingham Forest | Championship   | 5          | 0          | 0     | 0     | –              | –              | 5      | 0      |
| 2015/16        | → ADO Den Haag      | Eredivisie     | 6          | 0          | 0     | 0     | –              | –              | 6      | 0      |
| 2016/17        | FC Twente           | Eredivisie     | 0          | 0          | 0     | 0     | –              | –              | 0      | 0      |
| 2018/19        | ADO Den Haag        | Eredivisie     | 1          | 0          | 0     | 0     | –              | –              | 1      | 0      |
| 2019/20        | Excelsior           | Eerste Divisie | 6          | 0          | 0     | 0     | –              | –              | 6      | 0      |
| Carrièretotaal | Carrièretotaal      | Carrièretotaal | 78         | 10         | 4     | 0     | 2              | 0              | 84     | 10     |

Bijgewerkt op 23 juli 2021.

## Interlandcarrière
Met het Nederlands voetbalelftal onder 17 won hij het Europees kampioenschap voetbal mannen onder 17 - 2011. 
Ebecilio kwam uit voor onder meer het Nederlands voetbalelftal onder 19, waarvan hij aanvoerder was. In september 2013 werd hij voor het eerst bij de selectie van Jong Oranje gehaald.

## Privé
Ebecilio is een volle neef van voetballers Jeffrey Bruma en Marciano Bruma. Hij is een achter-achterneef van voetballer Lorenzo Ebecilio.